# Províncias da Indonésia
A província (em indonésio:  provinsi or propinsi) é o nível mais elevado da entidade subnacional do governo local na Indonésia. Cada província tem seu próprio governo local, liderado por um governador, e tem seu próprio corpo legislativo. O governador e membro dos representantes locais são eleitos por voto popular para mandatos de cinco anos.
Atualmente, a Indonésia é constituída por 33 províncias, sete das quais foram criadas desde 2000 e cinco províncias receberam estatuto especial: Achém; para o uso da xaria como a lei regional da província, Região Especial de Joguejacarta; para ser governado em um sistema de monarquia antiga, Papua; para a implementação do desenvolvimento contínuo, Papua Ocidental; para a concessão de implementação do desenvolvimento contínuo e Região Especial da Capital Jacarta. As províncias são ainda divididas em regências (em indonésio:  kabupaten) e cidades. 
As províncias estão oficialmente agrupadas em sete unidades geográficas.

| Mapa das províncias da Indonésia |
| Achém Sumatra do Norte Sumatra Ocidental Riau Ilhas Riau Banca- Belitom Jambi Sumatra do Sul Benculu Lampungue Bantém Jacarta Java Ocidental Java Central Joguejacarta Java Oriental Bali Sonda Ocidental Sonda Oriental Calimantã Ocidental Calimantã Central Calimantã Oriental Calimantã Meridional Celebes do Norte Molucas do Norte Celebes Centrais Gorontalo Celebes Ocidental Celebes do Sul Celebes do Sudeste Molucas Papua Ocidental Papua |

| Logo | Província           | ISO   | Capital        | População  | Área (km²) | Notas                                     | Unidade geográfica      |
| ---- | ------------------- | ----- | -------------- | ---------- | ---------- | ----------------------------------------- | ----------------------- |
|      | Bali                | ID-BA | Dempassar      | 3 150 000  | 5 633      |                                           | Pequenas Ilhas da Sonda |
|      | Banca-Bilitom       | ID-BB | Pancalpinão    | 1 300 000  | 18 725     |                                           | Sumatra                 |
|      | Bantém              | ID-BT | Serang         | 9 083 114  | 9 161      |                                           | Java                    |
|      | Benculu             | ID-BE | Benculu        | 1 564 000  | 21 168     |                                           | Sumatra                 |
|      | Java Central        | ID-JT | Samarão        | 31 820 000 | 32 548     |                                           | Java                    |
|      | Calimantã Central   | ID-KT | Palancaraia    | 1 912 747  | 153 564    |                                           | Calimantã               |
|      | Celebes Central     | ID-ST | Palu           | 1 820 000  | 68 089     |                                           | Sulawesi                |
|      | Java Oriental       | ID-JI | Surabaia       | 34 766 000 | 47 922     |                                           | Java                    |
|      | Calimantã Oriental  | ID-KI | Samarinda      | 2 750 369  | 245 238    |                                           | Calimantã               |
|      | Sonda Oriental      | ID-NT | Cupão          | 4 260 294  | 47 876     |                                           | Pequenas Ilhas da Sonda |
|      | Gorontalo           | ID-GO | Gorontalo      | 830 200    | 12 215     |                                           | Sulawesi                |
|      | Jacarta             | ID-JK | Jacarta        | 8 389 443  | 750        | Capital national administrada diretamente | Java                    |
|      | Jambi               | ID-JA | Jambi          | 2 742 196  | 53 436     |                                           | Sumatra                 |
|      | Lampungue           | ID-LA | Bandar Lampung | 6 731 000  | 35 376     |                                           | Sumatra                 |
|      | Molucas             | ID-MA | Ambão          | 1 266 000  | 46 975     |                                           | Ilhas Malucas           |
|      | Achém               | ID-AC | Banda Achém    | 3 930 000  | 57 366     | Região especial                           | Sumatra                 |
|      | Molucas do Norte    | ID-MU | Ternate        | 890 000    | 30 895     |                                           | Ilhas Malucas           |
|      | Celebes do Norte    | ID-SA | Manado         | 2 154 234  | 15 364     |                                           | Sulawesi                |
|      | Sumatra do Norte    | ID-SU | Medã           | 11 642 000 | 71 680     |                                           | Sumatra                 |
|      | Papua               | ID-PA | Jaiapura       | 1 994 531  | 421 981    | Região especial                           | Nova Guiné Ocidental    |
|      | Riau                | ID-RI | Pekanbaru      | 4 948 000  | 82 232     |                                           | Sumatra                 |
|      | Ilhas Riau          | ID-KR | Tanjung Pinang | 1 198 526  | 21 992     |                                           | Sumatra                 |
|      | Celebes do Sudeste  | ID-SG | Kendari        | 1 771 951  | 38 140     |                                           | Sulawesi                |
|      | Calimantã do Sul    | ID-KS | Banjarmasin    | 3 054 129  | 36 985     |                                           | Calimantã               |
|      | Celebes do Sul      | ID-SN | Macáçar        | 7 497 701  | 72 781     |                                           | Sulawesi                |
|      | Sumatra do Sul      | ID-SS | Palimbão       | 6 900 000  | 53 436     |                                           | Sumatra                 |
|      | Java Ocidental      | ID-JB | Bandungue      | 35 724 000 | 34 817     |                                           | Java                    |
|      | Calimantã Ocidental | ID-KB | Pontianak      | 4 073 304  | 146 807    |                                           | Calimantã               |
|      | Sonda Ocidental     | ID-NB | Mataram        | 4 015 102  | 19 709     |                                           | Pequenas Ilhas da Sonda |
|      | Papua Ocidental     | ID-PB | Manokwari      | 800 000    | 115 364    | Região especial                           | Nova Guiné Ocidental    |
|      | Celebes Ocidental   | ID-SR | Mamuju         | 938 254    | 16 796     |                                           | Sulawesi                |
|      | Sumatra Ocidental   | ID-SB | Padangue       | 4 241 000  | 42 297     |                                           | Sumatra                 |
|      | Joguejacarta        | ID-YO | Joguejacarta   | 3 121 000  | 3 186      | Região especial (sultanato)               | Java                    |